# موتور جما تششمة نور
موتور جما تششمة نور (بالإنجليزية: Mowtowr-e Jamach Shameh Nur)‏ هي منطقة سكنية تقع في سيستان وبلوتشستان في إيران.